# Gaujiena

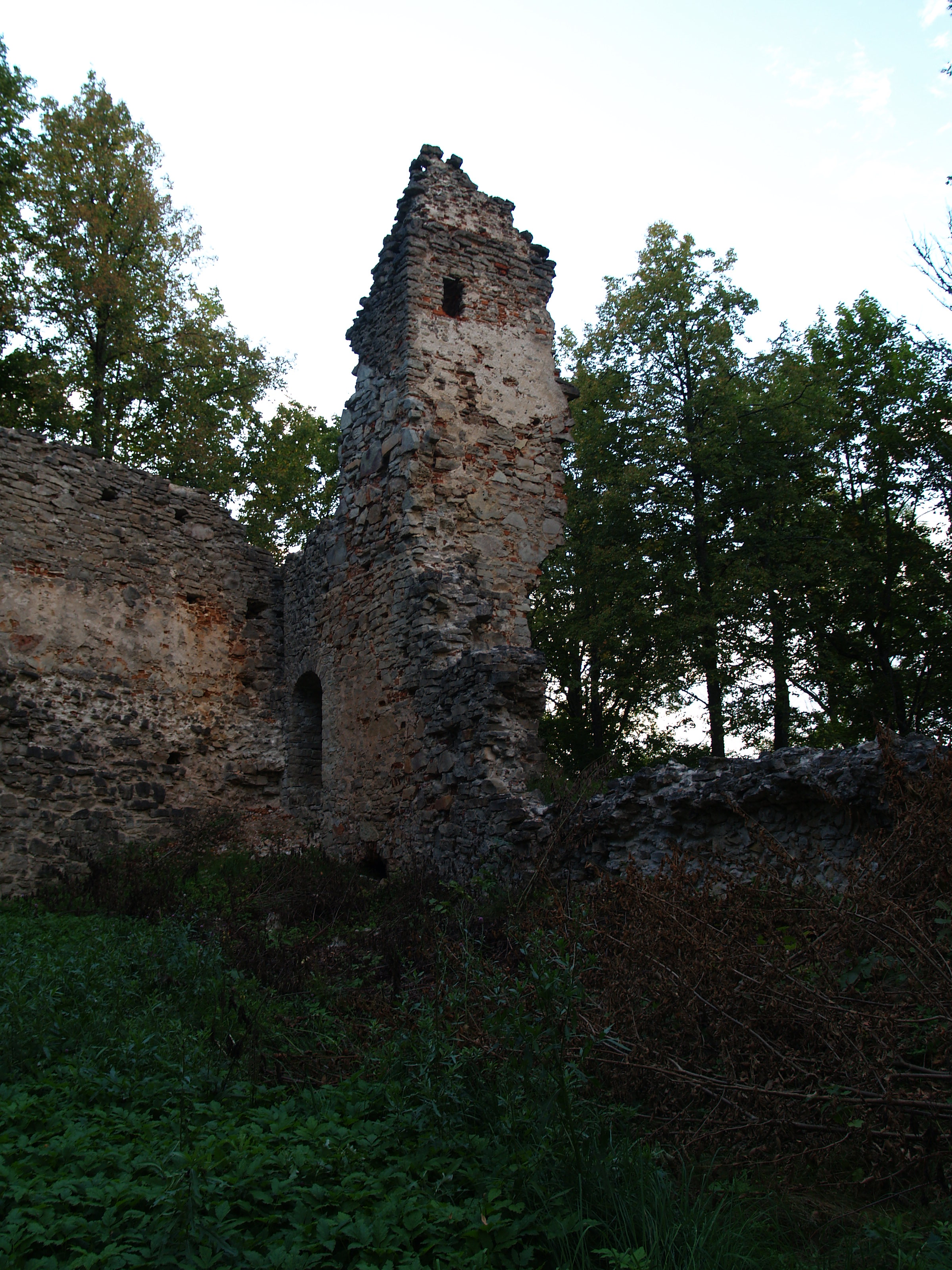

Gaujiena  (autrefois en allemand : Adsel, en estonien : Koivaliina, en estonien de Võru : Koivalinn) est un village du nord de la Lettonie appartenant à la commune de Gaujiena, à côté de la frontière avec l’Estonie.

## Histoire
Le village, qui se trouvait à la limite d’une zone de peuplement livonien et estonien, est mentionné en 1111 dans la Chronique de Novgorod[réf. souhaitée]. L’endroit, stratégique, est conquis par les chevaliers Porte-Glaive. Il y construisent une forteresse en 1224 qu’ils nomment Adsel, nom que la commanderie et le village alentour gardent officiellement jusqu’en 1919. Cette commanderie livonienne est transférée au XIVe siècle un peu plus au nord à Marienburg. On peut encore admirer les ruines de la commanderie aujourd’hui.
Gustave II Adolphe de Suède fait don des terres au maréchal Axel Baner en 1625, mais elles reviennent à la couronne de Suède (ce qu’on qualifie alors en Suède de grande réduction), comme un grand nombre d’autres domaines de la noblesse à la fin du XVIIe siècle, et comme 80 % des domaines seigneuriaux de la Livonie de la période suédoise. Pierre le Grand y séjourne en 1697 lorsqu’il était en route pour son voyage en Europe occidentale, juste après les années de la grande disette qui frappe le nord de l’Europe (1695–1697).
Après que la Suède eut perdu la souveraineté de ces provinces, revenues à la Russie (qui l'occupait depuis 1702), Adsel est acquis une quinzaine d’années plus tard par Johann von Wulf, qui y construit un manoir, puis par le feldmarschall Bernhard Reinhold von Delwig. Le baron Adoph Heinrich von Wulf qui possédait de nombreux domaines dans l’actuelle Vidzeme (ou Livonie centrale), achète à nouveau les terres en 1818. Les fermes qu’il fait bâtir se nomment ferme de Paris, Rome ou Berlin, car le baron estimait que ses terres d’Adsel se trouvaient au centre de l’Europe.
Le château actuel à trois niveaux, construit à côté du vieux château, date du milieu du XIXe siècle. Il est fort imposant et bâti dans le plus pur style néoclassique si en vogue dans l’Empire russe d’alors, mais qui commençait à être concurrencé par d’autres. Sa façade est ornée en son milieu par un portique hexastyle d’ordre ionique surmonté d’un fronton à la grecque, inspiré de Palladio. Cinq portes-fenêtres sous le portique donnent accès au parc de douze hectares par un escalier de dix marches flanqué d'un lion de chaque côté. La chapelle funéraire de la famille est construite par le baron Julius von Wulf en 1872.
Le gouvernement de Livonie qui avait cessé d’exister dans les faits en 1915, date de l’occupation par l’armée de l’Empire allemand, est scindé entre l’Estonie et la Lettonie. C’est cette dernière qui récupère la région d’Adsel (Koikuell) en 1919. La famille von Wulf est alors expropriée par la réforme agraire et l’État y installe un lycée en 1922.